# Roubion
Roubion är en kommun i departementet Alpes-Maritimes i regionen Provence-Alpes-Côte d'Azur i sydöstra Frankrike. Kommunen ligger  i kantonen Saint-Sauveur-sur-Tinée som ligger i arrondissementet Nice. År 2022 hade Roubion 114 invånare.

## Befolkningsutveckling
Antalet invånare i kommunen Roubion
Referens: INSEE